# Simon József (római katolikus pap)
Simon József (Szenyér, 1892. május 6. – Marcali, 1919. augusztus 28.) római katolikus pap, akit a Tanácsköztársaság alatt kifejtett tevékenysége miatt Prónay Pál különítménye megkínzott és meggyilkolt.

## Élete
Simon János és Takács Anna gyermeke. Az elemi iskola elvégzése után a keszthelyi Premontrei Főgimnáziumban érettségizett. Ezt követően végezte el a veszprémi papi szemináriumot. 1917-ben szentelték pappá, néhány hónappal azt követően, hogy bátyja Tarnopolnál elesett; először egy évig Mernyén szolgált, majd Marcaliba helyezték káplánnak Rumi István plébános mellé. Egy hónappal a Tanácsköztársaság kikiáltása után, 1919 virágvasárnapján Simon celebrálta a nagymisét a marcali templomban.
Alázattal bátor vagyok jelenteni Őméltóságának, hogy Simon káplánom húsvét napján szószékről prédikáció helyett ilyféle kijelentéseket tett általa elmondott sok szóáradatból idézve: – »bizony nagy bajok vannak egyházunkban, a nagy egyenlőtlenség vagyonban, még a veszprémi püspöknek 150 000 hold birtoka van, amiből papjainak egyenkint 500 hold jutna, őneki mégis 500 kor. készpénz-fizetése van«.
Simon 1919. április 15-én táviratot küldött a Rott Nándor veszprémi püspöknek, miszerint a „marcali hívek húsvét vasárnap hitközséggé alakultak, hogy a változott viszonyoknak megfelelően a lelkészük anyagi ellátását biztosítsák”, valamint további utasításokat kért. Rott válaszában felfüggesztette és arra kötelezte, hogy nyolc napon belül előtte megjelenjen. Bár a járási direktórium és a marcali hívek küldöttségének közbenjárására Rott később feloldotta Simon felfüggesztését, a marcali helyett az igali káplánságot ajánlotta számára. Simont a helyére kinevezett káplán is a távozásra beszélte rá, azonban a helyi párttitkár, Zsirka Kovács József eltérítette szándékától, így hazatért Szenyérre.
Május 9-én a marcali egyházközség ismét megválasztotta plébánosnak és még aznap kocsin visszahozták a hívek, akik azzal fordultak Rotthoz, hogy „őt állásában erősítse meg, ha ezt nem tenné, egyházszakadás állhatna be, amelyért a felelősség nem a káplánt, nem is a népet, aki minden ténykedésével csak a hit és a szeretet és a béke mellett foglal állást, a püspök urat terhelné”.
Május közepén a járási direktórium falugyűlést szervezett Szenyéren, mivel a kenyérellátást veszélyeztette, hogy a környék birtokosai nem művelték földjeiket. A gyűlésen Simon is részt vett, s a visszaemlékezések szerint kifejtette, hogy a szándékosan parlagon hagyott földek felosztására volna szükség.
A marcali példát követve több környékbeli plébánián is hitközségi papválasztó gyűlésekre került sor, így Rott ismét felfüggesztette Simont, és egy hónapos lelkigyakorlatra rendelte az andocsi kolostorba, amelynek letelte utánra ígért döntést sorsáról. Június 29-én küldöttség kereste fel a szülőfalujába visszatért Simont és ismételten arra kérték, hogy a plébániára térjen vissza; Simon engedett a kérésnek és ismét visszatért Marcaliba.
A Tanácsköztársaság bukását követően a Belügyminisztérium távirata – amely elrendelte azok letartóztatását, akik „vezető jellegű politikai tevékenységet fejtettek ki” – alapján augusztus 11-én vagy 12-én Simont többedmagával letartóztatták. Az ügyészi kihallgatást követően a foglyokat a marcali izraelita iskolába, majd a járásbírósági fogházba kísérték (Simont Zsirka Kováccsal együtt a 10-es cellába zárták). Rabtársaival együtt Simon is osztozott a hitben, hogy még ha el is ítélnék őket, életveszélyben nincsenek, sőt, „a képviselői gyűlésen elhangzott kérdés, hogy hát tulajdonképpen miben bűnösök a vádlottak”. A visszaemlékezések szerint imakötelezettségeinek a börtönben is eleget tett és Jókai A lélekidomár c. regényét olvasta.
Prónay Pált és annak százhatvan fős szabadcsapatát állítólag a helyi nagybirtokos, Széchenyi Andor Pál hívta Marcaliba „rendteremtés végett”. Prónay az ügyésztől annak tiltakozásával nem törődve, önkénnyel vette át a rabokat. A május elején szülőfalujába, Osztopánba menekült, majd onnan visszatért Rumi is felkereste a Széchenyi-kastélyban megszállt Prónayt, de válaszul csak annyit kapott, hogy „a papok és tanítók számára nincs kegyelem, azok tudták, mit cselekszenek”.
Prónay: »Jövetelemkor már kb. harmincan ültek a szolgabírói börtönben, vagy tizenöt zsidó főbűnöst, azonkívül egy katolikus papot maga Tóth szolgabíró jelölt meg, mint olyanokat, akik az akasztófára érettek.« Továbbá: »A pap érdekében jártak nálam többen, sőt még az esperes maga kért kegyelmet kollégája részére. De nem érdemelte meg, tehát nem is adtam meg.«
A Tanácsköztársaság bukását követően 1919. augusztus 28-án Prónayék megkínozták, ujjait kihegyezték borotvával, majd a koponyájából a szent olajjal megkent kört kimetszették; kínzását azzal fejezték be, hogy mindkét szemét kiszúrták, majd a káplánt a ló farkához kötötték, és vonszolták mindaddig, míg meg nem halt.
Simon kínzását és 1919. augusztus 28-ról 29-re virradó éjjel történt halálát illetően eltérnek a visszaemlékezések, azonban ha az egymásnak ellentmondó közléseknek csak a töredéke igaz, akkor is finomkodás bestiálisnak nevezni, amit a káplánnal tettek. Társaival együtt meztelenre vetkőztették, puskatussal ütötték, és mogyoróhusánggal kétszázat vertek rá (»A hús cafatokba lógott róluk, a harmadik cséplésnél már jajgatni sem tudtak«), majd Salm Hermann főhadnagy a hajánál fogva rángatta és verte a földhöz a fejét (»Arcát úgy összeverték, hogy nem tudtuk felismerni«), az ujjait kalapáccsal törte össze, fogait kiverte, nyelvét megszakította, szemeit kiszúrta, fejbőrét lenyúzta, az áldásosztó ujjait lemetszette, majd felakasztotta. Utolsó szavait illetően is különböznek a visszaemlékezések: egyesek szerint az életéért könyörgött (»Uraim, bocsássanak meg, ha vétettem, a kedves szüléimet nézzék, hagyják meg az életemet!«), mások szerint imádkozott (»Édes Szűzanyám, segíts már meg!«). A Széchenyi-uradalom kukoricásában lévő tömegsírt állítólag egy kutya találta meg; a káplán unokatestvérének visszaemlékezése szerint »tizenketten voltak három koporsóban«.
Holttestét közös, jeltelen sírba egy kukoricásban földelték el, majd hozzátartozói felkutatták, és szeptember 8-án este szertartás nélkül Szenyéren eltemették. „Simon József, akinek marcali sajnálatos szereplése oly sok bajnak volt okozója, tragikus körülmények között szerencsétlen véget ért anélkül, hogy vétkeit kiengesztelhette volna” – írta főpásztori körlevelében Rott október 6-án.

## Emlékezete
Simon emlékezetének fennmaradásához hozzájárult Hamburger Jenő 1930-ban moszkvai emigrációban írt és később széles körben ismertté vált Latinka-ballada c. költeménye; a szintén a Prónay-különítmény által szeptember 16-án éjjel meggyilkolt Latinka Sándor és társainak emléket állító költemény név szerint említi („»Állj elő, hát Szalma János, / te is Farkas komisszáros.« / – Szól a báró Prónay – / »Mehettek már Marcaliba / Simon paphó’ meggyónni!«”).
Gyöngyössy Imre Simon történetét feldolgozó, de nem életrajzi jellegű, Bacsó Péter közreműködésével rendezett Virágvasárnap című filmjének ősbemutatójára – szovjetunióbeli és a pesarói filmfesztiválon történt vetítéseit követően – 1969-ben került sor Értényben, Simon hozzátartozói, valamint a főszerepet játszó František Velecký részvételével.
Simon halálának 50. évfordulóján, 1969-ben emléktáblával jelölték meg szülőházát, amely azóta műemléki védelem alatt áll.
1970-ben a Somogy Megyei Katolikus Papok Békebizottsága emléktáblát helyezett el a marcali plébánia falán, miszerint Simon „a szociális kérdések megoldásának bátor harcosa és őre” volt; az emléktáblát feltételezhetően a rendszerváltozást követően eltávolították az épületről. Az ünnepség keretében avatták fel és áldották meg Simon ma is látható síremlékét („Ki a népért halt, nem élt hiába. Emlékét őrzi a hálás utókor.”).
1980-ban az MR Pécsi Stúdió közvetítette Simon Márta visszaemlékezések és levéltári anyagok alapján készült, A szenyéri vörös pap című dokumentumriportját.
Szapudi András Simon pap című hosszabb elbeszélését 1987-ben közölte a Somogy Megyei Hírlap.